# 安徽荛花
安徽荛花（学名：Laplacea anhuiensis）是山茶科南美大头茶属的植物，是中国的特有植物。分布在中国大陆的安徽等地，生长于海拔540米的地区，多生长于山坡路边，目前尚未由人工引种栽培。